# Lorenzo Caleppi
Lorenzo Caleppi, italijanski rimskokatoliški duhovnik, škof in kardinal, * 29. april 1741, Cervia, † 10. januar 1817.

## Življenjepis
1. maja 1772 je prejel duhovniško posvečenje.
23. februarja 1801 je bil imenovan za naslovnega nadškofa Nisibisa; 15. novembra 1801 je prejel duhovniško posvečenje in 23. decembra 1801 je bil imenovan za apostolskega nuncija na Portugalskem.
8. marca 1816 je bil povzdignjen v kardinala.